# AK-130
Das AK-130 (die Abkürzung AK steht für Артиллерийский комплекс (russisch Artillerijskij kompleks, ‚Artilleriekomplex‘)) ist ein Marinegeschütz vom Kaliber 130 mm. Es wurde in der Sowjetunion entwickelt und steht bis heute im Dienst der russischen Marine.

## Geschichte
Seit Ende der 1950er-Jahre wurde in der Sowjetunion kein großes Marinegeschütz mehr entwickelt. Die in den 1960er-Jahren verfügbaren Geschütze mit einem Kaliber von über 100 mm erreichten höchstens eine Kadenz von 12 bis 15 Schuss pro Minute. 1967 verordnete die sowjetische Regierung daher den Bau neuer Schiffsgeschütze mit einem Kaliber von 100 bis 130 mm. Das Konstruktionsbüro ZKB-7 (später Arsenal) erhielt die Aufträge für ein 100-mm- und ein 130-mm-Geschütz. Daraus gingen das AK-100 und das AK-130 hervor.

### Entwicklung
Das Konstruktionsbüro ZKB-7 begann noch im selben Jahr mit der Entwicklung eines einläufigen 130-mm-Geschützes. Die erste Version trug die Bezeichnung A-217 bzw. SIF-92. Bei dieser Version trat vor allem das Problem auf, dass die gewünschte Kadenz von etwa 60 Schuss pro Minute nicht erreicht werden konnte. Man entschied sich daraufhin, das Geschütz mit zwei Läufen auszustatten. Aus dieser Version ging schließlich das Serienmodell mit der Bezeichnung AU-A-218 bzw. SIF-94 hervor. Das Geschütz durchlief eine lange Reihe von Tests. Erstmals wurde es 1980 auf dem erstgebauten Zerstörer der Sowremenny-Klasse, der Sowremenny (russisch Современный, ‚Der Moderne‘), installiert. Fünf Jahre später, 1985, wurde das Geschütz offiziell unter der Bezeichnung AK-130 in den Dienst der sowjetischen Marine aufgenommen.

## Konstruktion

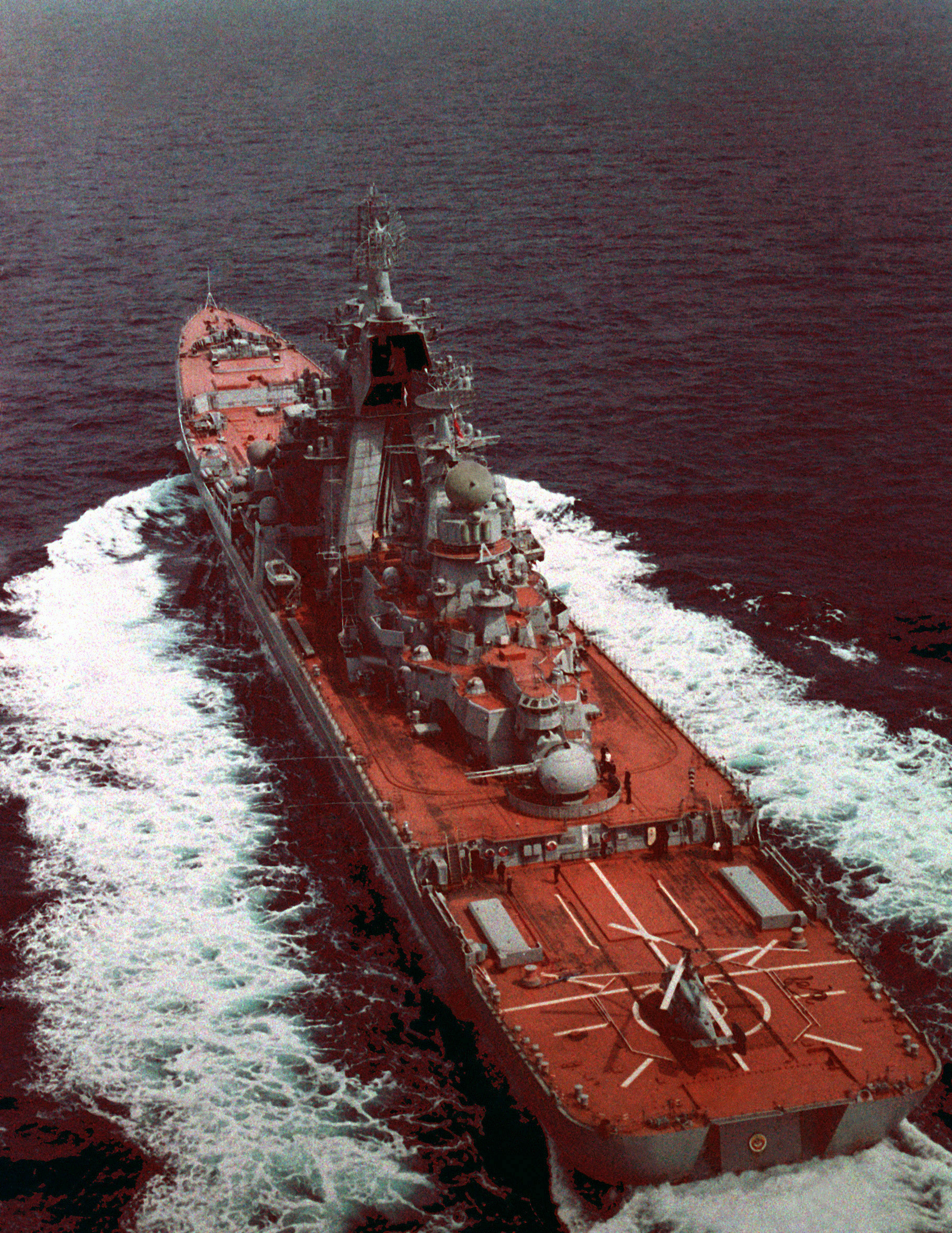
In Feuerstellung auf der Frunse, 1988

Das AK-130 verfügt über zwei Läufe des Kalibers 130 mm. Es ist ein vollautomatisches Mehrzweckgeschütz, welches für die Installation auf Schiffen von mittlerer bis großer Verdrängung gedacht ist. Das Geschütz kann sowohl gegen Seeziele, Landziele als auch gegen Flugzeuge und anfliegende Marschflugkörper eingesetzt werden. Es erreicht eine Kadenz von 10 bis 40 Schuss pro Minute je Lauf und eine maximale ballistische Reichweite von etwa 23 Kilometern. Die Läufe sind flüssigkeitsgekühlt. Das Geschütz kann wahlweise auch manuell bedient werden, wobei der Schütze selbst rein optisch zielen muss.
Die Feuerleitung erfolgt durch das Feuerleitradar MR-184 (NATO-Code: Kite-Screech). Dieses verfügt über eine Reichweite von 75 Kilometer, die Bedienung erfolgt durch vier Mann. Das Radar ist in der Lage, sowohl See-, Luft- als auch Landziele zu erfassen.

## Verwendung
Das Geschütz wird auf folgenden Schiffen eingesetzt:
- 956 Sowremenny-Klasse
- 1144 Kirow-Klasse (alle außer Admiral Uschakow)
- 1155.1 Udaloy II-Klasse
- 1164 Slawa-Klasse